# アーバダ (コロラド州)
アーバダ（英: Arvada、発音: [ɑrˈvædə]）は、アメリカ合衆国コロラド州のジェファーソン郡にある都市。人口は12万4402人（2020年）。州都デンバーの北西11キロメートルに位置している。市域の一部はアダムズ郡に入っている。

## 歴史
ロッキー山脈で最初に文書に残された金の発見は1850年6月22日のことであり、カリフォルニアの金鉱を求めて向かっていたジョージア州の探鉱者ルイス・ラルストンがクリア・クリーク河口近くの小さな水流に選鉱鍋を浸けた。ラルストンは約1/4オンス (6 g) の金を見付けたが、当時は5ドルの価値があった。ラルストンの仲間達は彼の栄誉を称えてこの水流をラルストン・クリークと名付けたが、彼等は皆カリフォルニアの金鉱に魅力を感じていたので、翌朝にはその地を離れた。
1858年のパイクスピーク・ゴールドラッシュのとき、ラルストンは自分が最初に金を見付けた場所に仲間の探鉱者集団を連れて戻ってきた。この地域の砂金は間もなく取り尽くされたが、西の山岳地で硬い岩盤の金脈が見付けられた。探鉱者の中には金探索を辞めて、ラルストン・クリークやクリア・クリークに沿った肥沃な低地で農業を再開する者がいた。彼等は金探鉱者を相手に穀物を売ることのできる旺盛な市場を見出した。1861年2月28日にコロラド準州が設立され、この地域で増え続ける人口に対処する農場が拡がっていった。
1870年、コロラド中央鉄道が現在のコロラド州ゴールデン市から、デンバーの北5キロメートルにあるジャージー結節点でカンザス・パシフィック鉄道とデンバー・パシフィック鉄道とを繋ぐ路線を引くためにこの地域に線路を敷いた。1870年12月1日、ベンジャミン・F・ワーズワースとルイス・A・リノが鉄道に沿ったラルストン・ポイントに土地の区割りを行った。ラルストン・クリークに沿った他の地点との混同を避けるために、この地は開拓者メアリー・ワーズワースの義兄弟、ハイラム・アーバダ・ハスキンに因んでアーバダと名付けられた。ベンジャミン・F・ワーズワースが初代のアーバダ郵便局長になった。コロラド準州は1876年8月1日に州昇格を認められ、アーバダの町は1904年8月14日に正式に市制を布いた。アーバダは活動的な農業社会として「世界のセロリの首都」を標榜した。
アーバダは州都デンバーの郊外として20世紀後半に急速に成長した。1951年10月31日には州法による都市となり、1963年7月23日には自治都市となった。2000年紀の末には人口が10万人を超えた。

### 伝道所射撃事件
2007年12月9日、マシュー・J・マレーがアーバダにあるユース・ウィズ・ア・ミッションに入っていき、一晩の滞在を断られた後で発砲し、2人を殺害、2人を負傷させた。12月12日の水曜日に犠牲者の追悼式が開かれ、伝道所の指導者達はここで起こったことについてマレーの家族を許した。

## 市政府
アーバダ市は市政委員会・シティマネジャー方式を採用している。市政委員会は全市を選挙区とする1人の市長および2人の市政委員、市内の4つの選挙区から選ばれる各1人の市政委員、合計7人の委員で構成されている。
市政委員会がシティマネジャーを選出する。

## 地理
アーバダは北緯39度49分12秒 西経105度6分40秒 / 北緯39.82000度 西経105.11111度に位置する。
アメリカ合衆国国勢調査局に拠れば、市域全面積は36.759平方マイル (92.616 km2)、このうち陸地は35.142平方マイル (91.018 km2)、水域は0.617平方マイル (1.598 km2)で水域率は1.73％である。

## 交通
デンバー地域交通局のG線（en:G Line (RTD)）が市内に乗り入れている。路線バスは市内7路線、急行4路線、および地域内1路線を運行している。
アムトラックの列車カリフォルニア・ゼファーが毎朝西向きと毎夕東向きで市内を通過する。この線はロッキー山脈の景観の良い所を走っており、国内でも人気が高い。近くのデンバー・ユニオン駅では旅客と荷物双方の扱いがある。
アーバダは州間高速道路76号線の西の終端であり、州間高速道路70号線とコロラド州道121号線の交差点から始まっている。その他州道72号線、同93号線、同95号線が市内を通っている。市内から近い主要道路としては州間高速道路25号線、同270号線、アメリカ国道36号線、同287号線がある。
飛行場は、近くにあるロッキー山脈都市圏空港とデンバー国際空港を利用できる。

## 人口動態
以下は2010年の国勢調査による人口統計データである。
| 基礎データ - 人口: 106,433人 - 世帯数: 42,701世帯 - 家族数: 28,927家族 - 人口密度: 1,207.6人/km2（3,028.1人/mi2） - 住居数: 44,427軒 - 住居密度: 469.7軒/km2（1,216.7/mi2） 人種別人口構成 - 白人: 89.08% - アフリカン・アメリカン: 0.9% - ネイティブ・アメリカン: 0.8% - アジア人: 2.2% - 太平洋諸島系: 0.1% - その他の人種: 3.5% - 混血: 2.7% - ヒスパニック・ラテン系: 13.7% 年齢別人口構成 - 18歳未満: 23.4% - 18-24歳: 5.5% - 25-44歳: 25.1% - 45-64歳: 29.8% - 65歳以上: 13.8% - 年齢の中央値: 40.5歳 - 性比（女性100人あたり男性の人口） - 総人口: 95.3 | 世帯と家族（対世帯数） - 18歳未満の子供がいる: 31.9% - 結婚・同居している夫婦: 52.5% - 未婚・離婚・死別女性が世帯主: 10.7% - 非家族世帯: 32.3% - 単身世帯: 26.3% - 65歳以上の老人1人暮らし: 9.8% - 平均構成人数 - 世帯: 2.48人 - 家族: 3.00人 収入と家計 - 収入の中央値 - 世帯: 66,125米ドル - 家族: 78,591米ドル - 性別 - 男性: 42,126米ドル - 女性: 30,802米ドル - 人口1人あたり収入: 24,679米ドル - 貧困線以下 - 対人口: 6.4% - 対家族数: 4.6% |

## 経済

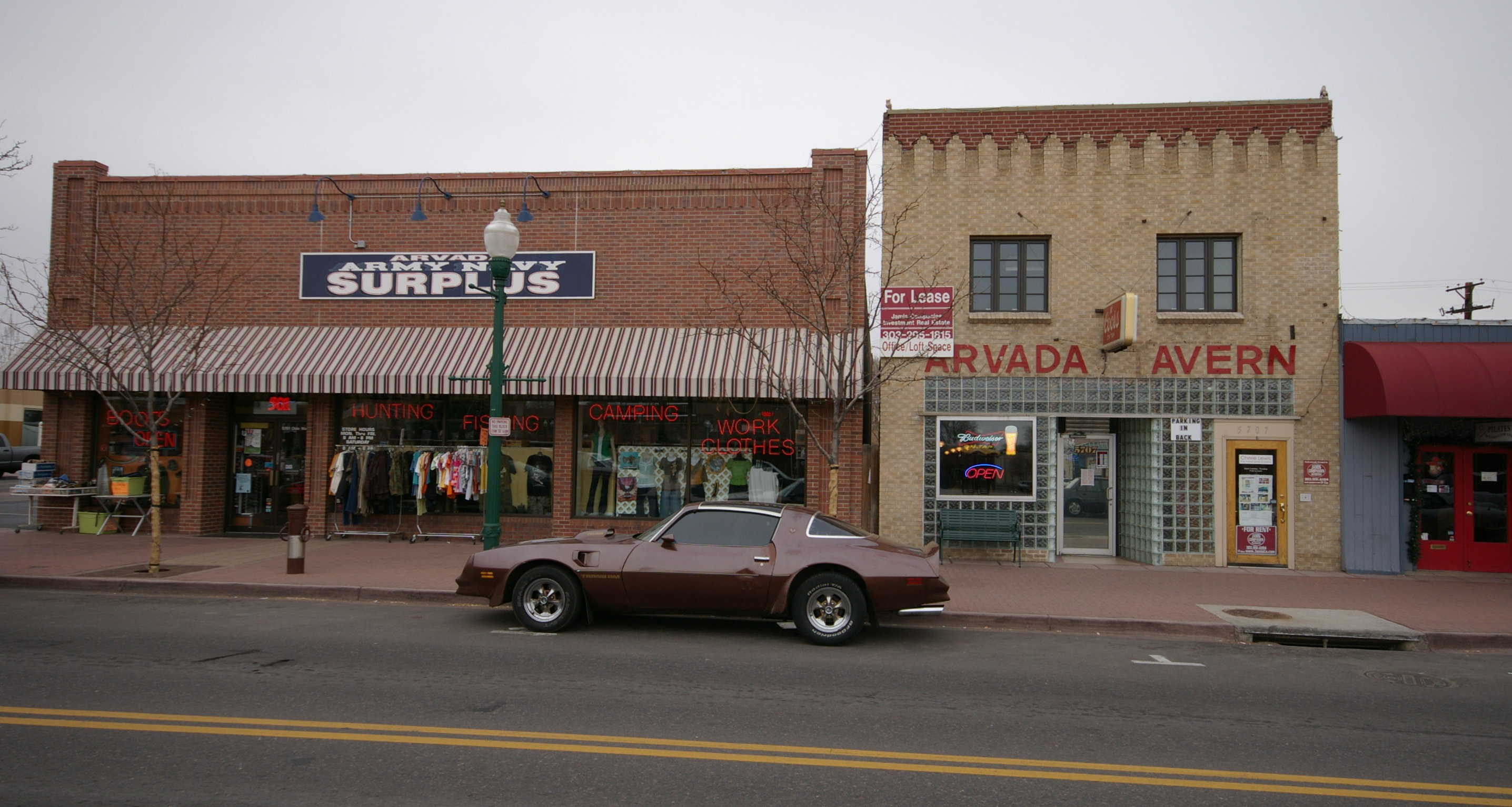
アーバダの古い町並み

アーバダ市はその大部分がデンバーとボルダーのベッドタウンである。主要な商店街はワーズワース・ブールバード、52番アベニューおよびラルストン道路沿いにある。

## 著名な住人

### 芸術
- クライブ・カッスラー（1931年– ）、著作家、自動車の収集家
- ボブ・エニアート（1959年– ）、トークショーの司会者
- ブライアン・アイボット（19??年– ）、ポッドキャスター
- マイケル・キーン（1980年– ）、画家
- ジョー・キング（1980年– ）、作曲家、ギター奏者、歌手、バンドザ・フレイの共同設立者
- マーティ・リンゼー、別名マーティ・マリアーニ（1970年– ）、俳優[8]
- アーロン・ローズ（198?年– ）、元キーボード奏者、バンドDrop Dead, Gorgeousとソニー・ムーアの伴奏
- アイザック・スレイド（1981年– ）、作曲家、ピアニスト、ザ・フレイの共同設立者・リードボーカル
- ニック・スタバイル（1971年– ）、俳優
- マット・ウェザーフォード（1967年– ）、オンラインの映画評論家
- デイブ・ウェルシュ（1984年– ）、ザ・フレイのリードギター奏者
- ベン・ワイソキ（1984年– ）、ザ・フレイのパーカッション奏者

### 実業
- ジェフ・ハート（1970年– ）、2010年チリ落盤事故で33名の救出を援助したドリル機械の監督

### 政治
- ロバート・ルイス・"ボブ"・ボープレス（1948年– ）、元コロラド州選出アメリカ合衆国下院議員
- ジョアンヌ・コンテ（1933年– ）、政治家、政治評論家、トランスジェンダー活動家
- サラ・ガリアルディ（1958年– ）、看護師、政治家
- エビー・ハダック（195?年– ）、コロラド州上院議員
- カール・ローヴ（1950年– ）、政策立案者、ホワイトハウス首席補佐官代理
- リビー・ザボ（195?年– ）、妊娠中絶反対活動家、政治家
- ジョン・チャールズ・ビビアン（1889年–1964年）、第30代コロラド州知事

### 宗教
- ジェイムズ・D・コンリー（1955年– ）、ローマ・カトリック教会司祭

### スポーツ
- リック・カレリ（1955年– ）、NASCARのドライバー
- ニック・ファジーカス（1985年– ）、バスケットボールプロ選手
- ロイ・ハラデイ（1977年–2017年 ）、メジャーリーグベースボールの選手、サイ・ヤング賞受賞者

## 姉妹都市
レイクウッドは4つの都市と姉妹都市を結んでいる。
- ベルギー、メヘレン
- カザフスタン、キジロルダ
- 中国、遼寧省、錦州市
- ロシア、エカテリンブルク